# Michael Lee Firkins
Michael Lee Firkins (19 mai 1967) est un guitariste au style et au son particuliers. Il officie principalement sur une musique allant du blues au rock et sa particularité vient de sa technique aux doigts (il garde tout de même un médiator au creux de sa main, cf. sa vidéo pédagogique Master lead guitar), et se sert de son vibrato qu'il actionne avec son petit doigt pour obtenir les mêmes sonorités qu'un jeu au bottleneck, détendant et retendant les cordes pour imiter ce dernier.

## Discographie
- Michael Lee Firkins (1990)
- The Howling Iguanas (1994)
- Chapter Eleven (1995)
- Cactus Cruz (1996)
- Decomposition (2001)
- Blacklight Sonatas (2007)
- Yep (2013)

## Participations comme invité
- Little John Chrisley - Little John Chrisley
- Blues Tracks - Pat Travers
- Perspective - Jason Becker
- Staring at the Sun - Neil Zaza